# Ι
Ι, ι（イオタ、古代ギリシア語: ἰῶτα イオータ、ギリシア語: ιώτα イオタ, γιώτα ヨタ、英語: iota [aɪˈoʊtə] アイオゥタ）は、ギリシア文字の第9字母。数価は 10。
ラテンアルファベットのI, Jや、キリル文字のІ, Ї, Јはこの文字を起源とする。近代西洋諸言語で、ラテン文字の「J」がイオタに由来する名称で呼ばれることがある。

## 音声
古代ギリシア語では /i/ または /iː/ の音に使用された。また二重母音の第二要素としても使われるが、第一要素が長母音の場合には紀元前200年ごろに /i/ 音が消滅し、ビザンチン時代には主母音の下に「ι」が書かれるようになった（下書きのイオータ：ᾳ ῃ ῳ）。
現代語では単独で/i/、ε, ο, υ に後置した場合 (ει, οι, υι) /i/、α に後置した場合には (αι) /e/と読む。

## 起源
フェニキア文字 𐤉 （ヨード）に由来する。フェニキア文字では半母音 /j/ を表したが、古代ギリシア語では独立した音素としての /j/ が存在しなかったようであり、この文字は母音 /i/ を表すために転用された。

## 記号としての用法
- 小文字の「ι」は、
  - 数学において恒等写像を表す。
  - 物理学で微小であることを示す。

## 符号位置
| 大文字 | Unicode | JIS X 0213 | 文字参照              | 小文字 | Unicode | JIS X 0213 | 文字参照              | 備考 |
| ------ | ------- | ---------- | --------------------- | ------ | ------- | ---------- | --------------------- | ---- |
| Ι      | U+0399  | 1-6-9      | &Iota; &#x399; &#921; | ι      | U+03B9  | 1-6-41     | &iota; &#x3B9; &#953; |      |
| Ί      | U+038A  | -          | &#x38A; &#906;        | ί      | U+03AF  | -          | &#x3AF; &#943;        |      |
| Ϊ      | U+03AA  | -          | &#x3AA; &#938;        | ϊ      | U+03CA  | -          | &#x3CA; &#970;        |      |

| 文字 | Unicode | JIS X 0213 | 文字参照       | 名称 |
| ---- | ------- | ---------- | -------------- | ---- |
| ΐ    | U+0390  | -          | &#x390; &#912; |      |